# 培龙氏海蝶螺
培龙氏海蝶螺（学名：Atlanta peronii）是一個海蝶螺科海蝶螺屬的海螺物種，屬於一種全浮游的海洋腹足綱軟體動物，也是海蝶螺屬的模式種。

## 型態描述
本物種有紀錄最長的螺殻有11 mm。

## 分佈
本物種見於韩国、中国大陆的南中國海到東中國海海域、台湾。

## 棲息地
浮游生活，雖然常栖息在浅海沙底，但亦有紀錄則在水深3338公尺的海底發現本物種的踪影。